# Semixestoleberis taiaroaensis
Semixestoleberis taiaroaensis är en kräftdjursart som beskrevs av Swanson 1979. Semixestoleberis taiaroaensis ingår i släktet Semixestoleberis och familjen Xestoleberididae. Inga underarter finns listade i Catalogue of Life.